# Woźniki (województwo małopolskie)
Woźniki – wieś w Polsce, położona w województwie małopolskim, w powiecie wadowickim, w gminie Tomice. Według danych ze stycznia 2004 wieś liczy 1213 mieszkańców.
Woźniki są dość znanym ośrodkiem wikliniarstwa.

## Integralne części wsi
| SIMC    | Nazwa     | Rodzaj    |
| ------- | --------- | --------- |
| 0073000 | Byk       | część wsi |
| 0073016 | Dół       | część wsi |
| 0073022 | Góra      | część wsi |
| 0073039 | Grudki    | część wsi |
| 0073045 | Łęg       | część wsi |
| 0073051 | Miasto    | część wsi |
| 0073074 | Potok     | część wsi |
| 0073080 | Przygórze | część wsi |

## Historia
Woźniki są jedną z najstarszych wsi powiatu wadowickiego, założoną w XII wieku.
- W 1239 roku wojewoda opolski i kasztelan oświęcimski Klemens z Ruszczy wymienił z benedyktynami z Tyńca Woźniki za Podłęże i Ostrów koło Krakowa. Później wieś znalazła się w posiadaniu Radwanitów i jeden z nich Mikołaj Bychko (Byczko), szwagier Marka z Poręby, sprzedał Woźniki w 1324 roku cystersom z Mogiły, którzy posiadali ją do końca XVII wieku. Wieś duchowna, własność Opactwa Cystersów w Mogile położona była w drugiej połowie XVI wieku w powiecie śląskim województwa krakowskiego[5].
- Nazwę miejscowości w zlatynizowanej staropolskiej formie Woznyky wymienia w latach 1470–1480 Jan Długosz w księdze Liber beneficiorum dioecesis Cracoviensis[6].
- W ramach reform józefińskich, po konfiskacie w 1806 roku, rząd austriacki sprzedał Woźniki hr. T. Dzieduszyckiemu, który je później wymienił z Tytusem Drohojowskim za wieś pod Lwowem.
- Z końcem XIX wieku niewielką ilość ziemi uprawnej w Woźnikach miała Józefa Błażowska, z domu Drohojowska.
- W latach 1975–1998 miejscowość należała administracyjnie do województwa bielskiego.
- W 1989 roku Woźniki na obchody 750 rocznicy istnienia doczekały się własnej monografii.

## Zabytki
Obiekt wpisany do rejestru zabytków nieruchomych województwa małopolskiego.
- Kościół pw. Wniebowzięcia Najświętszej Maryi Panny.
Kościół drewniany z połowy XVI wieku. We wnętrzu, na tęczy znajduje się krzyż z wizerunkiem Jezusa Ukrzyżowanego z 1380 roku.

## Religia
Do tutejszej parafii Wniebowzięcia NMP przez kilka stuleci (do XVIII wieku) należała parafia Ofiarowania Najświętszej Maryi Panny w Wadowicach.